# شهر بازی شهر رویاهای اصفهان
شهر رویاها، شهربازی اصفهان است که با وجود جاذبه‌های تفریحی متنوع، گردشگران با سلیقه‌ها و رده‌های سنی متفاوت را سرگرم می‌کند و در میان بهترین مکان های تفریحی کودکان در اصفهان قرار دارد.

## امکانات بازی
شهر رویاها اصفهان با بیش از ۹۰ جاذبه متنوع برای تمام رده‌های سنی، در دو بخش روباز و سرپوشیده ایجاد شده است. فضای روباز شامل شهربازی، پارک آبی و کارتینگ و فضای سرپوشیده دارای سالن بازی‌های کامپیوتری (سرزمین طلایی) و سه بخش سینمایی سفر به فضا، دنیای زیر آب و شهر واژگون است.
همچنین اخیرا (اسفند 1402) تعدادی تفریحات دیگر به این مجموعه اضافه گردیده که شامل ادونچر پارک، سالن VR، سالن اکتیویت گیم و لیزر تگ می باشد.
سالن سرپوشیده بازی‌های کامپیوتری
«سالن بازی‌های کامپیوتری» شهر رویاهای اصفهان با نام «سرزمین طلایی»، ۸۰ دستگاه مدرن برای انجام بازی‌های رایانه‌ای در زمینه‌های مختلف ورزشی، هیجانی، ماجراجویی، جنگی و بازی‌های واقعیت مجازی (وی‌آر) دارد.

## ساعت کاری شهر رویاها
در ایام عید همه روزه از ساعت ۱۰ صبح لغایت ۱۲ شب.
در ایام تابستان : از ساعت ۱۶ لغایت ۲۴.
در ایام زمستان : سه شنبه و چهارشنبه و پنج شنبه و جمعه.
قیمت بلیط شهر رویا اصفهان ۱۴۰۴:
هزینه ورودی شهر رویاها اصفهان ۸ هزار تومان.
قیمت بلیط مجموعه شهر بازی رویاها از ۳۸ هزار تومان تا ۱۴۳ هزار تومان متغیر است.
دارد.

## قیمت دستگاههای شهر بازی رویاها برای سال ۱۴۰۴
بازیهای مخصوص کودکان
سقوط آزاد(قورباغه) : ۳۸ هزار تومان.
زنبور : ۵۰ هزار تومان.
کرم : ۴۴ هزار تومان.
رالی کودک: ۴۹ هزار تومان.
سینماها
شهر واژگون ۱۴۳۰۰۰ هزار تومان.
سفر فضایی ۱۰۵ هزار تومان.
دنیای زیر آب ۱۱۲ هزار تومان.
سینما وحشت ۹۵ هزار تومان.
بازیهای رو باز
اسب دو طبقه : ۶۷ هزار تومان. 
تاب زنجیری ۸۸ هزار تومان.
موتور فضایی: ۸۶ هزار تومان.
ترن خانواده: ۸۶ هزار تومان.
بازو و ترن معلق : ۱۲۱ هزار تومان.
پارک ماجراجویی : ۱۱۸ هزار تومان.
ماشین شادی : ۹۰ هزار تومان.
آیرون من: ۱۱۸ هزار تومان.
ماشین کوبنده : ۹۸ هزار تومان.
اسکیت یو: ۱۲۰ هزار تومان.
کشتی دزدان دریایی : ۹۵ هزار تومان.
بازیهای سرزمین طلایی : از ۳۵ هزار به بالا.
بازیهای VR : از ۷۴ هزار به بالا.

## امکانات رفاهی
شهر رویاهای اصفهان، علاوه بر امکانات تفریحی و فضاهای سرگرم‌کننده، امکانات مناسبی برای رفاه و آسایش گردشگران فراهم کرده است. از این امکانات می‌توان از فود استریت، کافی‌شاپ، سوپرمارکت، سالن‌ نمازخانه، سرویس بهداشتی و دو پارکینگ روباز با ظرفیت ۱,۰۰۰ خودرو نام برد. همچنین در این مجموعه امکانات دیگری نظیر سالن اجتماعات با ظرفیت ۳۸۰ نفر و استخر (دریاچه مصنوعی) به‌وسعت ۷,۰۰۰ متر مربع در نظر گرفته شده است.